# Söngvakeppnin 2014
Der 24. Söngvakeppnin war der isländische Vorentscheid zum Eurovision Song Contest 2014 in Kopenhagen (Dänemark). Er fand am 15. Februar 2014 statt.
Sieger des Wettbewerbes wurde die Band Pollapönk mit ihrem Lied No Prejudice, welches sie im Superfinale auf Englisch und Isländisch sangen. Beim Song Contest selber sangen sie es allerdings komplett auf Englisch.

## Format

### Konzept
Anders als im Vorjahr, nahmen 2014 nur noch zehn statt zwölf Teilnehmer an der Sendung teil. Trotzdem gab es wieder zwei Halbfinale. In jedem Halbfinale nahmen je fünf Teilnehmer teil, wo von sich zwei für das Finale qualifizieren. RÚV hielt allerdings das Recht inne, auch eine Wildcard für das Finale vergeben zu dürfen. Demnach nahmen im Finale sechs Teilnehmer teil, wovon die zwei besten das Superfinale erreichten. Dort bestimmte, anders als in den Halbfinalen und im Finale, lediglich das Televoting den Sieger. In allen sonstigen Teilen der Sendung entscheidet zu 50 % eine Jury und zu 50 % das Televoting das Ergebnis.
Dazu bestand weiterhin die Regel, dass die Lieder im Halbfinale auf Isländisch vorgetragen werden müssen. Im Finale dürfen die Interpreten dann selber bestimmen, ob sie ihr Lied auf Isländisch oder Englisch vorstellen.

### Beitragswahl
Vom 3. September 2013 bis zum 7. Oktober 2013 konnten Beiträge bei RÚV eingereicht werden. Dabei gaben sie auch bekannt, dass der spätere Sieger insgesamt eine Million Isländische Kronen erhalten werde.
Am 18. Oktober 2013 gab RÚV bekannt, dass sie insgesamt 297 Lieder erhalten haben, was 25 % mehr sind als im Vorjahr.
Die zehn Teilnehmer wurden am 18. Dezember 2013 bekanntgegeben.

## Halbfinale

### Erstes Halbfinale
Das erste Halbfinale fand am 1. Februar 2014 um 19:45 Uhr (UTC) statt. Dort traten fünf Teilnehmer gegeneinander an. Die zwei Teilnehmer mit den meisten Stimmen qualifizierten sich für das Finale.
| Startnr. | Interpret                 | Lied Musik (M) und Text (T)                                                                | Sprache    | Übersetzung (Inoffiziell) |
| -------- | ------------------------- | ------------------------------------------------------------------------------------------ | ---------- | ------------------------- |
| 1        | Sverrir Bergmann          | Dönsum burtu blús M/T: Pálmi Ragnar Ásgeirsson, Ásgeir Orri Ásgeirsson, Sæþór Kristjánsson | Isländisch | Tanze den Blues weg       |
| 2        | Greta Mjöll Samúelsdóttir | Eftir eitt lag M: Ásta Björg Björgvinsdóttir; T: Bergrún Íris Sævarsdóttir                 | Isländisch | Nach einem Lied           |
| 3        | Gissur Páll Gissurarson   | Von M/T: Jóhann Helgason                                                                   | Isländisch | Hoffnung                  |
| 4        | Ásdís María Viðarsdóttir  | Amor M/T: Haukur Johnson                                                                   | Isländisch | Amor                      |
| 5        | Vignir Snær Vigfússon     | Elsku þú M: Vignir Snær Vigfússon; T: Þórunn Erna Clausen                                  | Isländisch | Liebes du                 |

 Kandidat hat sich für das Finale qualifiziert.
 Kandidat erhielt eine Wildcard für das Finale.

### Zweites Halbfinale
Das zweite Halbfinale fand am 8. Februar 2014 um 19:45 Uhr (UTC) statt. Dort traten fünf Teilnehmer gegeneinander an. Die zwei Teilnehmer mit den meisten Stimmen qualifizierten sich für das Finale.
| Startnr. | Interpret                     | Lied Musik (M) und Text (T)                                                                            | Sprache    | Übersetzung (Inoffiziell) |
| -------- | ----------------------------- | --- | ---------- | ------------------------- |
| 1        | Sigríður Eyrún Friðriksdóttir | Lífið kviknar á ný M: Karl Olgeir Olgeirsson; T: Karl Olgeir Olgeirsson, Sigríður Eyrún Friðriksdóttir | Isländisch | Das Leben entfacht wieder |
| 2        | Guðrún Árný Karlsdóttir       | Til þín M: Trausti Bjarnason; T: Guðrún Eva Mínervudóttir                                              | Isländisch | Zu dir                    |
| 3        | F.U.N.K.                      | Þangað til ég dey M/T: Franz Ploder Ottósson, Pétur Finnbogason, Lárus Örn Arnarsson                   | Isländisch | Bis ich sterbe            |
| 4        | Guðbjörg Magnúsdóttir         | Aðeins ætluð þér M/T: María Björk Sverrisdóttir, Marcus Frenell                                        | Isländisch | Nur für dich              |
| 5        | Pollapönk                     | Enga fordóma M: Heiðar Örn Kristjánsson; T: Heiðar Örn Kristjánsson, Haraldur Freyr Gíslason           | Isländisch | Keine Vorurteile          |

 Kandidat hat sich für das Finale qualifiziert.
 Kandidat erhielt eine Wildcard für das Finale.

## Finale

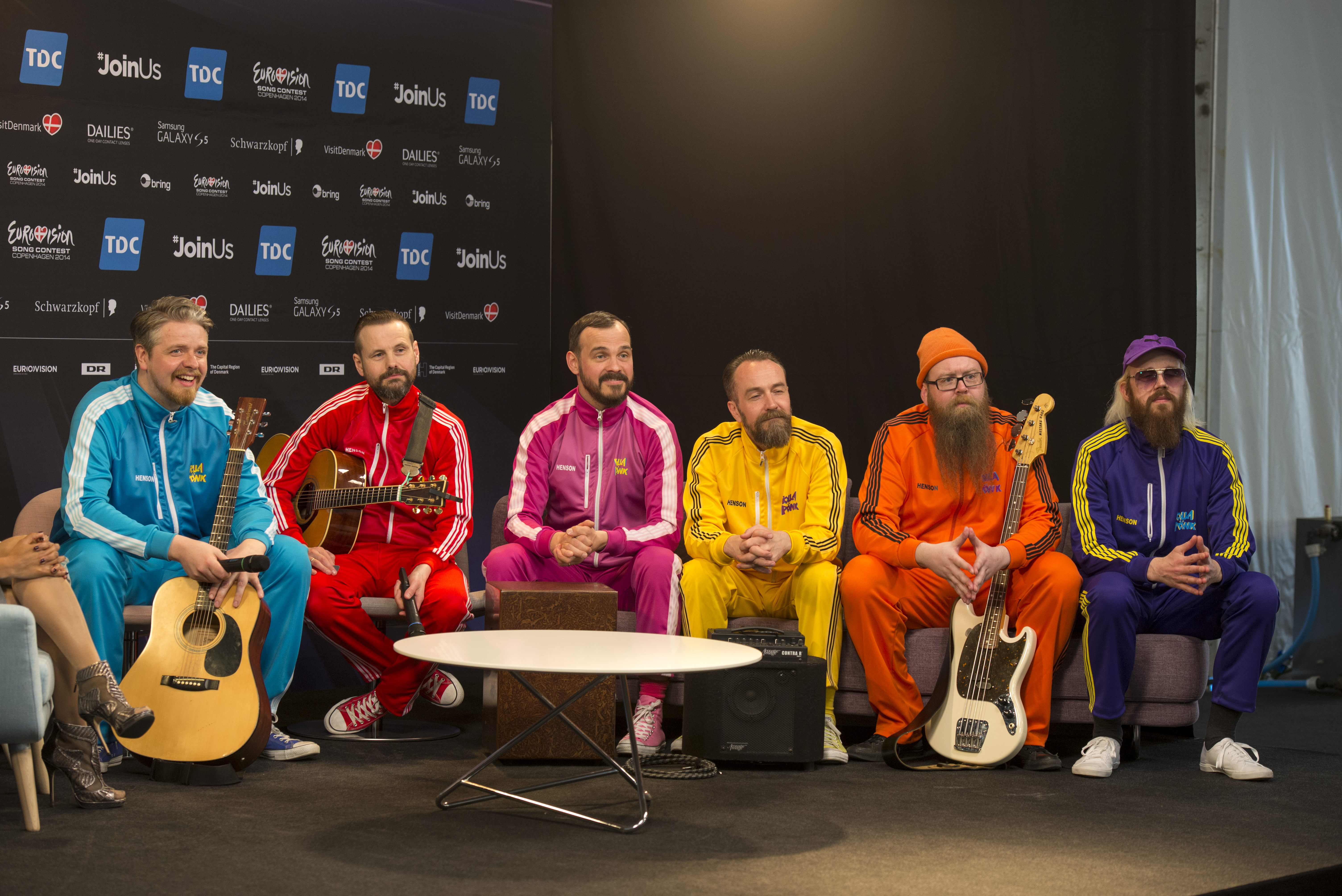
Die Gewinner der isländischen Vorentscheidung: Pollapönk

Das Finale fand am 15. Februar 2014 um 19:45 Uhr (UTC) statt. Zwei Teilnehmer erreichten das Superfinale.
| Platz | Startnr. | Interpret                     | Lied Musik (M) und Text (T)                                                                            | Sprache    | Übersetzung (Inoffiziell) |
| ----- | -------- | ----------------------------- | --- | ---------- | ------------------------- |
| 1./2. | 3        | Sigríður Eyrún Friðriksdóttir | Lífið kviknar á ný M: Karl Olgeir Olgeirsson; T: Karl Olgeir Olgeirsson, Sigríður Eyrún Friðriksdóttir | Isländisch | Das Leben entfacht wieder |
| 1./2. | 6        | Pollapönk                     | Enga fordóma M: Heiðar Örn Kristjánsson; T: Heiðar Örn Kristjánsson, Haraldur F. Gíslason              | Isländisch | Keine Vorurteile          |
| 3./4. | 1        | F.U.N.K.                      | Þangað til ég dey M/T: Franz Ploder Ottósson, Pétur Finnbogason, Lárus Örn Arnarsson                   | Isländisch | Bis ich sterbe            |
| 3./4. | 5        | Greta Mjöll Samúelsdóttir     | Eftir eitt lag M: Ásta Björg Björgvinsdóttir; T: Bergrún Íris Sævarsdóttir                             | Isländisch | Nach einem Lied           |
| 5./6. | 2        | Ásdís María Viðarsdóttir      | Amor M/T: Haukur Johnson                                                                               | Isländisch | Amor                      |
| 5./6. | 4        | Gissur Páll Gissurarson       | Von M/T: Jóhann Helgason                                                                               | Isländisch | Hoffnung                  |

 Kandidat hat sich für das Superfinale qualifiziert.

### Superfinale
| Platz | Startnr. | Interpret                     | Lied Musik (M) und Text (T)                                                                              | Sprache              | Übersetzung (Inoffiziell) |
| ----- | -------- | ----------------------------- | --- | -------------------- | ------------------------- |
| 1.    | 2        | Pollapönk                     | No Prejudice M: Heiðar Örn Kristjánsson; T: Heiðar Örn Kristjánsson, Haraldur Freyr Gíslason, John Grant | Englisch, Isländisch | Keine Vorurteile          |
| 2.    | 1        | Sigríður Eyrún Friðriksdóttir | Up And Away M: Karl Olgeir Olgeirsson; T: Karl Olgeir Olgeirsson, Sigríður Eyrún Friðriksdóttir          | Englisch             | Auf und davon             |